# Sinogaleaspis
Sinogaleaspis — викопний рід безщелепних риб вимерлого класу Galeaspida, що існував у силурійському періоді (428 млн років тому).

## Види
Включає два види:
- Sinogaleaspis shankouensis Pan & Wang, 1980
- Sinogaleaspis zhejiangensis Pan 1984

Рештки обидвох видів знайдені провінції Цзянсі на сході Китаю: S. shankouensis у відкладеннях формації Сікен у повіті Сюшуй в окрузі Цзюцзян, S. zhejiangensis — у формації Маошань в повіті Чансін округу Хучжоу.
Вид Sinogaleaspis xikengensis у 2020 році перенесений до роду Rumporostralis (Shan, Zhu, Zhao et al., 2020)